# Christian Maria Haug
Christian Maria Haug (* 28. April 1957 in München, Bayern) ist ein deutscher Komponist und Musiker.

## Leben
Haug wuchs auf dem Land auf. Schon früh wurde er durch die Hausmusik mit seinen Eltern, Großeltern und Brüdern geprägt. Er beherrscht neben den klassischen Instrumenten Klavier, Orgel und Akkordeon auch alle modernen Keyboards und Tasteninstrumente.
Derzeit lebt Haug in München, Wien und der Wachau (Niederösterreich).

## CDs
- "Auf dem Weg zur ewigen Sonne", Hörbuch Esoterik – Sansan Musikverlag e.K.
- "Visions of a New World", Instrumentalmusik – Neptun Media GmbH
- "New Piano World", Instrumentalmusik – Neptun Media GmbH
- "Musik zum Träumen und Entspannen für das Jungfrau-Kind", Instrumentalmusik – Neptun Media GmbH
- "Musik zum Träumen und Entspannen für das Schütze-Kind", Instrumentalmusik – Neptun Media GmbH
- "Musik zum Träumen und Entspannen für das Stier-Kind", Instrumentalmusik – Neptun Media GmbH
- "Musik zum Träumen und Entspannen für das Skorpion-Kind", Instrumentalmusik – Neptun Media GmbH
- "For You", Instrumentalmusik – Neptun Media GmbH
- "Fantastic Harp Dreams", Instrumentalmusik – Neptun Media GmbH
- "Spieluhrenmusik für Babys und Kleinkinder", Instrumentalmusik – Neptun Media GmbH
- "Fantastic Nature Symphony", Instrumentalmusik – Neptun Media GmbH
- "Danke", Instrumentalmusik – Sansan Musikverlag e.K.
- "Thank You", Instrumentalmusik – Sansan Musikverlag e.K.
- "Für Dich", Instrumentalmusik – Sansan Musikverlag e.K.
- "Von Herzen", Instrumentalmusik – Sansan Musikverlag e.K.
- "Mit Gottes Segen", Instrumentalmusik – Sansan Musikverlag e.K.
- "Sweet Life / Zimon", Pop – Sansan Musikverlag e.K.
- "Alles Gute", Instrumentalmusik – Sansan Musikverlag e.K.
- "O Maria" (mit Elmar Gunsch), Glaube & Musik – Sansan Musikverlag e.K.
- "Emotional Moves" (Tele Gym25/Doppel-CD/DVD), Instrumentalmusik – PSF Film + Video GmbH
- "Ewige Sehnsucht" (mit Elmar Gunsch), Single – Lied – Sansan Musikverlag e.K.
- "Kindergebete" (mit Elmar Gunsch), Glaube & Musik – Sansan Musikverlag e.K.
- "Hitzefrei", Pop Maxi-CDSansan Musikverlag e.K.
- "Musik für den Löwen", Instrumentalmusik – Neptun Media GmbH
- "Musik für den Steinbock", Instrumentalmusik – Neptun Media GmbH
- "Musik für den Stier", Instrumentalmusik – Neptun Media GmbH
- "Herz im Fluß, Hörbuch Lyrik" – Sansan Musikverlag e.K.
- "Gedanken", Hörbuch Aphorismen – Sansan Musikverlag e.K.
- "Spieluhrenmusik für Babys und Kleinkinder zum Einschlafen und Träumen", Instrumentalmusik – Neptun Media GmbH
- "Perlen des Glücks", Instrumentalmusik – Neptun Media GmbH
- "Carpe Diem", Instrumentalmusik – Neptun Media GmbH
- "Atempausen", Instrumentalmusik – Neptun Media GmbH
- "30 Jahre Neptun" (Sampler), Instrumentalmusik – Neptun Media GmbH

## DVDs
- "TELE GYM 25" (Emotional Moves)
- "TELE GYM 26" (Aktiv & Fit gegen Osteoporose)
- "Beam it up!" (Industriefilm)
- "Rücken-Fit" (Das Beste aus TELE-GYM für Bandscheibe, Halswirbelsäule & Co.)
- "Bauch-Fit" (Das Beste aus TELE GYM für Bauch, Beine & Po)

## Sonstige Werke
- 2003 Imprimatur für das Lied „O Maria“
- 2004 art & music Spieluhren – Motiv „Engel“ von Fridolin GmbH mit den Titeln „A la lune“ und „O Maria“